# 페스
페스(아랍어: فاس 파스[*], 표준 모로코 타마지트어: ⴼⵉⵣⴰⵣ, 프랑스어: Fès)는 모로코 북부 지역 내륙에 있는 도시이며 페스메크네스 지방의 중심 도시이다. 2014년 인구 조사에 의하면 인구 111만으로, 모로코 내에서 두 번째로 큰 도시이다. 아틀라스산맥 북서쪽에 자리잡은 페스는 다른 지역의 주요 도시들과 연결되어 있으며 탕헤르와는 북서쪽으로 206 km (128 mi), 카사블랑카에서는 246 km (153 mi), 라바트에서는 서쪽으로 189 km (117 mi), 마라케시에서는 남서쪽으로 387 km (240 mi) 거리에 있다. 구릉으로 둘러싸여 있고 구도심은 서쪽에서 동쪽으로 흐르는 페스강 주변에 위치해 있다.
페스는 서기 8-9세기 이드리스 왕조 시절에 세워졌다. 초기에는 자치를 누리고 경쟁 사이에 있던 취락 두 곳으로 이뤄져 있었다. 9세기 초 이프리키야 (튀니지)와 알안달루스 (스페인/포르투갈) 등에서 주로 아랍인들로 이뤄진 연속적인 이주 물결은 초기의 페스에 아랍적 특색을 감미하였다. 이디리스 왕조가 무너진 뒤에, 다른 제국들이 11세기까지 페스를 주고 받고를 하다가 알모라비드 왕조의 술탄 유수프 이븐 타슈핀이 두 취락을 오늘날의 페스알발리 지구로 통합시켜냈다. 알무와히드 왕조 통치기에, 페스는 신학과 무역 도시로서의 명성을 얻게 되었다.
페스는 마린 술탄국 시대 (13-15세기)때 전성기에 다다랐으며, 정치적 중심지로서 지위도 회복하였다. 여러 신축 마드라사와 모스크들이 세워졌고, 이 중 다수가 현재까지 남아있으며, 그 외의 것들은 복원된 것들이다. 이 건축물들은 무어 및 모로코 건축 양식의 전형으로 여겨진다. 1276년에 마린 왕조의 술탄 아부 유수프 야쿱은 페스제다드라고 하는 왕가의 행정 구역을 세웠으며, 이곳에는 왕궁 (다르알마크젠)이 현재까지 남아 있고 이후에 대형 정원이 추가되었다. 이 시기 동안에 도시 내 유대인 인구가 늘어났고 멜라 (유대인 지구)가 이 새로운 행정 구역 남쪽에 형성되었다. 마린 왕조가 붕괴된 후, 페스는 쇠퇴하여 이후 마라케시와 정치 및 문화적 영향력을 두고 경쟁하였다. 알라위 왕조 시기 때 1912년까지 다시 한번 수도가 되었다.
오늘날, 페스는 페스알발리와 펠리제다드 등 옛 메디나 지구 두 곳과, 프랑스 식민지 시대 때 형성된 훨씬 넙은 현대 도시 구역 (Ville Nouvelle)으로 이뤄져 있다. 페스의 메디나 지구는 유네스코 세계유산 구역에 등재되어 있고 세계에서 가장 큰 도심 내 보행자 공간(차 없는 공간) 중 한 곳으로 여겨진다. 페스에는 857년에 세워진 알카라윈 대학교가 있으며 일부 사람들은 이곳을 세계에서 가장 오랜 기간 고등 교육 기관으로서의 기능을 제공하고 있는 곳으로 여긴다. 또한 페스에는 11세기부터 시작되어 세계에서 가장 오래된 제혁 공장 중 한 곳인 슈아라 염색 공장이 위치했다. 페스는 '서쪽의 메카', '아프리카의 아테네'로 불리고 있다. 또한 모로코의 정신적, 문화적 수도로 여겨지기도 한다.:17–18

## 어원
페스 [Fez(미국 영어), Fes (영국 영어), Fès ([[프랑스어)] 혹은 파스 [Fas (음운 그대로 표기)]는 곡괭이를 뜻하는 아랍어 فأس 파스[*]에서 비롯했다. 이 어원을 설명하는 다양한 전설들이 기록에 남아 있다. 한 전설에 의하면 페스가 세워지던 시기 이 지역에 한 황금 곡괭이에 대한 이야기를 전하는 한편 또 다른 것에서는 이드리스 1세가 작업자들과 함께 은과 금으로 된 곡괭이를 땅을 파는 데 썼다고 한다.:26 이븐 압비 자르가 전하는 또 다른 내용에서는 세프(Sef)라는 고대 도시가 과거에 이 지역에 있었고 이드리스 1세가 세프의 글씨를 뒤집어 페스(Fes)로 만들었다고 한다.:26–27
이드리스 왕조 시기 동안 (788년에서 974년), 페스는 이드리스 1세가 세운 '파스'(Fas)와 그의 아들 이드리스 2세가 세워진 '알알리야'(al-ʿĀliyá)로 이뤄져 있었다. 이 기간 중심 도시는 알알리야로 알려졌으며, 파스라는 이름은 페스강의 다른 쪽에 있던 별도의 장소에 있었다. 페스라는 이름을 지닌 이드리스 왕조 때 발행한 어떠한 주화도 발견된 적은 없으며, 오직 알알리야 및 알아리야 마디나트 이드리스 등이 있는 주화밖에 발견되지 않았다. 알알리야라는 이름이 두 도심을 모두 지칭하는 것인지는 알려진 적은 없다. 이 두 도시는 1070년에 합쳐졌고 파스라는 이름만이 이 합쳐진 지역에 사용되었다.

## 기후
| 페스 (1991년~2020년)의 기후                       | 페스 (1991년~2020년)의 기후 | 페스 (1991년~2020년)의 기후 | 페스 (1991년~2020년)의 기후 | 페스 (1991년~2020년)의 기후 | 페스 (1991년~2020년)의 기후 | 페스 (1991년~2020년)의 기후 | 페스 (1991년~2020년)의 기후 | 페스 (1991년~2020년)의 기후 | 페스 (1991년~2020년)의 기후 | 페스 (1991년~2020년)의 기후 | 페스 (1991년~2020년)의 기후 | 페스 (1991년~2020년)의 기후 | 페스 (1991년~2020년)의 기후 |
| 월                                                | 1월                         | 2월                         | 3월                         | 4월                         | 5월                         | 6월                         | 7월                         | 8월                         | 9월                         | 10월                        | 11월                        | 12월                        | 연간                        |
| ------------------------------------------------- | --------------------------- | --------------------------- | --------------------------- | --------------------------- | --------------------------- | --------------------------- | --------------------------- | --------------------------- | --------------------------- | --------------------------- | --------------------------- | --------------------------- | --------------------------- |
| 역대 최고 기온 °C (°F)                            | 25.4 (77.7)                 | 30.5 (86.9)                 | 33.3 (91.9)                 | 39.0 (102.2)                | 41.3 (106.3)                | 44.0 (111.2)                | 46.6 (115.9)                | 45.7 (114.3)                | 42.8 (109.0)                | 37.5 (99.5)                 | 32.3 (90.1)                 | 27.0 (80.6)                 | 46.6 (115.9)                |
| 일평균 최고 기온 °C (°F)                          | 16.0 (60.8)                 | 17.3 (63.1)                 | 19.9 (67.8)                 | 22.0 (71.6)                 | 26.4 (79.5)                 | 31.2 (88.2)                 | 35.1 (95.2)                 | 35.1 (95.2)                 | 30.3 (86.5)                 | 26.1 (79.0)                 | 20.2 (68.4)                 | 17.2 (63.0)                 | 24.7 (76.5)                 |
| 일일 평균 기온 °C (°F)                            | 9.9 (49.8)                  | 10.9 (51.6)                 | 13.3 (55.9)                 | 15.2 (59.4)                 | 19.0 (66.2)                 | 23.1 (73.6)                 | 26.5 (79.7)                 | 26.8 (80.2)                 | 22.9 (73.2)                 | 19.4 (66.9)                 | 14.1 (57.4)                 | 11.2 (52.2)                 | 17.7 (63.9)                 |
| 일평균 최저 기온 °C (°F)                          | 3.7 (38.7)                  | 4.4 (39.9)                  | 6.6 (43.9)                  | 8.3 (46.9)                  | 11.5 (52.7)                 | 14.9 (58.8)                 | 17.9 (64.2)                 | 18.3 (64.9)                 | 15.6 (60.1)                 | 12.6 (54.7)                 | 8.1 (46.6)                  | 5.2 (41.4)                  | 10.6 (51.1)                 |
| 역대 최저 기온 °C (°F)                            | −8.2 (17.2)                 | −5.3 (22.5)                 | −2.5 (27.5)                 | −0.5 (31.1)                 | 0.0 (32.0)                  | 4.9 (40.8)                  | 8.5 (47.3)                  | 9.2 (48.6)                  | 5.9 (42.6)                  | 0.0 (32.0)                  | −1.4 (29.5)                 | −5.0 (23.0)                 | −8.2 (17.2)                 |
| 평균 강수량 mm (인치)                             | 60.1 (2.37)                 | 54.3 (2.14)                 | 59.2 (2.33)                 | 54.7 (2.15)                 | 38.2 (1.50)                 | 11.1 (0.44)                 | 1.1 (0.04)                  | 4.9 (0.19)                  | 22.1 (0.87)                 | 53.9 (2.12)                 | 66.1 (2.60)                 | 62.0 (2.44)                 | 487.7 (19.20)               |
| 평균 강수일수                                     | 6.7                         | 6.5                         | 6.9                         | 6.3                         | 4.7                         | 1.7                         | 0.4                         | 1.0                         | 2.4                         | 5.1                         | 6.5                         | 6.5                         | 54.7                        |
| 평균 월간 일조시간                                | 210.6                       | 201.1                       | 244.0                       | 246.5                       | 278.0                       | 315.0                       | 338.0                       | 320.4                       | 282.5                       | 245.5                       | 205.2                       | 199.8                       | 3,086.6                     |
| 가능 일조율                                       | 60                          | 55                          | 58                          | 62                          | 64                          | 71                          | 79                          | 77                          | 75                          | 64                          | 60                          | 60                          | 65                          |
| 출처 1: 미국 해양대기청 (일조시간: 1981년~2010년) |                             |                             |                             |                             |                             |                             |                             |                             |                             |                             |                             |                             |                             |
| 출처 2: Weather Atlas, OMIGET                     |                             |                             |                             |                             |                             |                             |                             |                             |                             |                             |                             |                             |                             |

## 스포츠
페스는 MAS 페스 (페스 마그레비) 위다 드 페스 (WAF) 등 두 개의 축구 팀이 있다. 이 두 팀은 모로코 최상위 리그인 보톨라에 참가하고 있으며 홈경기는 45,000석 규모의 페스 종합운동장에서 치른다.
MAS 페스 야구팀은 모로코 최상위 농구 리그인 나시오날 1에 참가 중이다.

## 국제 관계
페스는 다음 도시들과 자매 도시 관계에 있다:
- 부르키나파소 보보디울라소 (1982년)
- 중국 청두 (2015년)[25]
- 포르투갈 코임브라[26]
- 스페인 코르도바 (1990년)[27]
- 팔레스타인 동예루살렘 (1982년)
- 이탈리아 피렌체 (1961년)
- 팔레스타인 예리코 (2014년)[28]
- 튀니지 카이르완 (1965년)
- 폴란드 크라쿠프 (1985년)
- 프랑스 몽펠리에 (2003년)
- 세네갈 생루이 (1979년)
- 대한민국 수원 (2003년)
- 중국 우시시 (2011년)[29]
- 중국 시안시 (2019년)[30]